# Joachim Winkelhock
Joachim Winkelhock (1960. október 24. –) német autóversenyző, az 1999-es Le Mans-i 24 órás futam győztese.
Bátyja, Manfred és öccse, Thomas szintén sikeres autóversenyzők voltak. Manfred 1985-ben a Mosport Parki 1000 kilométeres viadalon halálos balesetet szenvedett. Unokaöccse, Markus jelenleg is aktív autóversenyző.

## Pályafutása
1987-ben másodikként, 1988-ban pedig bajnokként zárt a német Formula–3-as sorozatban. 88-ban megnyerte a Formula–3-as Európa-kupát is.
1989-ben a Formula–1-es világbajnokság hét versenyén volt jelen, azonban egy futamra sem tudta magát kvalifikálni. A következő években nagyrészt hazája túraautó-bajnokságában szerepelt, ahol több futamgyőzelmet is szerzett. 1993-ban, első németként megnyerte a brit túraautó-bajnokságot.
1999-ben győzött a Le Mans-i 24 órás versenyen. A futamot Pierluigi Martini és Yannick Dalmas váltótársaként teljesítette.
2000 és 2003 között az Opel versenyzője volt a német túraautó-bajnokságban.

## Sikerei
- Le Mans-i 24 órás autóverseny - győzelem: 1999
- Spái 24 órás autóverseny - győzelem: 1995
- Nürburgringi 24 órás autóverseny - győzelem: 1990, 1991
- Brit túraautó-bajnokság - Bajnok: 1993

## Eredményei

### Le Mans-i 24 órás autóverseny
| Év   | Csapat              | Autó        | Csapattárs        | Csapattárs     | Helyezés |
| ---- | ------------------- | ----------- | ----------------- | -------------- | -------- |
| 1998 | Team BMW Motorsport | BMW V12 LM  | Pierluigi Martini | Johnny Cecotto | Kiesett  |
| 1999 | Team BMW Motorsport | BMW V12 LMR | Pierluigi Martini | Yannick Dalmas | Győzelem |

### Teljes Formula–1-es eredménylistája
(Táblázat értelmezése)

(Félkövér: pole-pozícióból indult; dőlt: leggyorsabb kört futott) 

| Év   | Csapat | 1      | 2      | 3      | 4      | 5      | 6      | 7      | 8   | 9   | 10  | 11  | 12  | 13  | 14  | 15  | 16  | Helyezés | Pont |
| ---- | ------ | ------ | ------ | ------ | ------ | ------ | ------ | ------ | --- | --- | --- | --- | --- | --- | --- | --- | --- | -------- | ---- |
| 1989 | AGS    | BRA NK | SMR NK | MON NK | MEX NK | USA NK | CAN NK | FRA NK | GBR | GER | HUN | BEL | ITA | POR | ESP | JPN | AUS | —        | 0    |

### Teljes DTM-eredménylistája
(Táblázat értelmezése)

(Félkövér: pole-pozícióból indult; dőlt: leggyorsabb kört futott) 

| Év   | Csapat | 1        | 2       | 3       | 4      | 5      | 6       | 7        | 8        | 9       | 10       | 11      | 12      | 13       | 14       | 15      | 16      | 17      | 18    | Helyezés | Pont |
| ---- | ------ | -------- | ------- | ------- | ------ | ------ | ------- | -------- | -------- | ------- | -------- | ------- | ------- | -------- | -------- | ------- | ------- | ------- | ----- | -------- | ---- |
| 2000 | Opel   | HOC 1 10 | HOC 2 6 | OSC 1 2 | OSC 2  | NOR 1  | NOR 2 4 | SAC 1 Ki | SAC 2 19 | NÜR 1 9 | NÜR 2 19 | LAU 1 C | LAU 2 C | OSC 1 Ki | OSC 2 Ki | NÜR 1 5 | NÜR 2 5 | HOC 1 3 | HOC 2 | 5.       | 113  |
| 2001 | Opel   | HOC1     | NÜR1 13 | OSC 17  | SAC 18 | NOR 4  | LAU 14  | NÜR2 13  | A1R 9    | ZAN     | HOC2     |         |         |          |          |         |         |         |       | 16.      | 12   |
| 2002 | Opel   | HOC1 10  | ZOL 17  | DON     | SAC 5  | NOR Ki | LAU 6   | NÜR 15   | A1R 19   | ZAN 10  | HOC2 7   |         |         |          |          |         |         |         |       | 13.      | 3    |
| 2003 | Opel   | HOC1 16  | ADR 9   | NÜR1 10 | LAU 11 | NOR 8  | DON 10  | NÜR2 13  | A1R 14   | ZAN 15  | HOC2 Ki  |         |         |          |          |         |         |         |       | 15.      | 1    |